# Rams Park
Ali Sami Yen Spor Kompleksi – RAMS Park – stadion piłkarski w Stambule, w Turcji. 

## Charakterystyka
Został oddany do użytku 15 stycznia 2011 roku. Jego pojemność wynosi 52 280 widzów, z czego 4845 to miejsca przeznaczone dla VIP-ów. Zastąpił stadion Ali Sami Yen, który w 2012 został rozebrany, a tereny po nim przeznaczone pod budowę kompleksu komercyjno-mieszkaniowego.
Lokalizację stadionu ustalono w 2006 roku, a projekt przygotowano rok później, choć budowę nowego obiektu dla Galatasaray SK planowano już w 1993 roku. Konstrukcję rozpoczęto 13 grudnia 2007 roku. Całkowity koszt budowy wyniósł około 190 mln €. Pomiędzy lipcem a listopadem 2009 roku budowa była wstrzymana z powodu zerwania kontraktu z wykonawcą. Stadion zainaugurowano 15 stycznia 2011 roku uroczystą ceremonią otwarcia oraz meczem towarzyskim pomiędzy Galatasaray a Ajaxem Amsterdam.
Stadion mieści 52 652 widzów, z czego 4845 miejsc w przeszklonych lożach jest przeznaczone dla VIP-ów. Wyposażony jest m.in. w sztuczne oświetlenie, podziemny parking dla 4500 aut i powierzchnie biurowo-konferencyjne. Rozsuwany dach ma powstać po zakończeniu sezonu 2010/11. Trybuny są dwupiętrowe, na pierwszym piętrze o zmiennym nachyleniu, w dolnych partiach wynoszącym 23°, a w górnych 26°, na drugim piętrze zaś nachylenie wynosi 34°.
Stadion był częścią tureckiej kandydatury na Euro 2016, która przegrała jednak walkę o organizację turnieju.
W lipcu 2023 Rams Global stało się sponsorem Galatasaray SK, a nazwę stadionu zmieniono z Nef Stadium na Rams Park.